# Snotkop
Francois Henning, mieux connu sous son nom de scène Snotkop et précédemment connu sous le pseudonyme de Lekgoa, est un célèbre chanteur et rappeur afrikaner, qui chante en sotho du Sud et en afrikaans.

## Biographie
Né au Zimbabwe de parents sud-africains, Snotkop grandit à Randburg dans la province de Gauteng en écoutant de la musique bubblegum des townships (de Brenda Fassie, d'Yvonne Chaka Chaka et de Mercy Phakela) ou les chansons de la grande icône afrikaner Koos Kombuis (auquel il dédira une chanson, "Cool Soos Koos Kombuis"). Il commence sa carrière musicale à l'âge de quinze ans en préparant des démos. À la fin des années 1990, il adopte le nom de scène Lekgoa (ce qui signifie homme blanc en sotho du Sud) et chante dans le genre musical typiquement sud-africain du kwaito. Au cours de cette période, il signe sur le label Gallo et sort deux CD : Basetsana, en 1999, et Ngamla Yoba, en 2002.
En 2005, il prend le nom de Snotkop, d'abord avec un boys band de quatre garçons et, un peu plus tard, en solo, signant sur le label Next Music. La même année, celui-ci sort son premier album éponyme, Snotkop, suivi, en 2008, de So Damn Sexy (Si sexy) et, en 2009, de Francois Henning was hier (François Henning était ici). Avec la sortie de l'album Ek laaik van jol  (J'aime la fête) en 2012, il devient l'un des artistes afrikaans les mieux vendus en Afrique du Sud.
On se borne à mentionner quelques-uns de ses clips vidéo : Song vir my dad (Chanson pour mon père) ; Dis 'n land (C'est un pays) ; Hou my stywer vas (Serre-moi contre toi) ; Oppas (Fais gaffe !) ; Katrien (Catherine) ; Parapapa, une version toute particulière de la chanson à succès Rap das Armas (Rap des armes) de Cidinho et Doca ; Ek laaik van jol (J'aime la fête) ; Agter op my fiets (À l'arrière de mon vélo), la version afrikaans du Bagagedrager (Porte-bagages) du Néerlandais Gers Pardoel. Il figure également en vedette dans les clips vidéo Stoomtrein (Train à vapeur) de Kurt Darren et Ek val vir jou (Tu me plais) de MoniQue. Snotkop doit sa renommée en partie aux adaptations afrikaans de tubes internationaux.
En 2007, pour mettre en garde les adolescents contre les effets dévastateurs de l'abus de drogues, Snotkop parle de ses propres expériences en la matière.
Snotkop est aussi une personnalité de la télévision. Ainsi, il a présenté l'émission Petrolkop (Accro de la mécanique) sur MK, une station de radio qui s'occupe essentiellement de la musique afrikaans et où Snotkop reçoit plusieurs célébrités au volant de voitures de course dans des contre-la-montre.

## Récompenses
Snotkop est sélectionné pour les prix 9 MK, Tempo (Tempo) et Vonk (Étincelle), notamment ceux du meilleur album pop afrikaans, et, en 2009, à l'occasion de la quinzième remise annuelle des récompenses, pour les prix de musique de l'Afrique du Sud (South African Music Awards) dans la catégorie du meilleur DVD afrikaans.
En 2012, à la dix-huitième remise des prix de musique sud-africains, Snotkop remporte le prix du meilleur album de musique de danse sokkie (Best Sokkie Dans Album) pour son album Ek laaik van jol.

## Ressources

### Discographie

#### Albums enregistrés en studio
comme Lekgoa
- 1999 : Basetsana (Filles)
- 2002 : Ngamla Yoba (L'Homme blanc le plus cool)

comme Snotkop
- 2005 : Snotkop (Morveux[1])
- 2008 : So Damn Sexy (Si sexy)
- 2009 : Francois Henning was hier (François Henning était ici)
- 2012 : Oppas! (Fais gaffe !)
- 2012 : Ek laaik van jol (J'aime la fête)
- 2014 : Soos 'n boss
- 2016 : HKGK

#### Autres
- 2007 : Spring lewendig (Bien vivant, album en concert et DVD)
- 2011 : Die beste van Snotkop (Le Meilleur de Snotkop, compilation)
- 2013 : Wille Videos (DVD)

### Sources
- (en) Cet article est partiellement ou en totalité issu de l’article de Wikipédia en anglais intitulé « Snotkop » (voir la liste des auteurs).

- (af) Cet article est partiellement ou en totalité issu de l’article de Wikipédia en afrikaans intitulé « Snotkop » (voir la liste des auteurs).